# 1717 en science
| Années de la science : 1714 - 1715 - 1716 - 1717 - 1718 - 1719 - 1720    |
| Décennies de la science : 1680 - 1690 - 1700 - 1710 - 1720 - 1730 - 1740 |

Cet article présente les faits marquants de l'année 1717 en science.

## Événements
- Le médecin anglais James Jurin énonce la loi régissant l’ascension capillaire[1] : ascension capillaire finale d'un liquide présente une évolution inversement proportionnelle au rayon du tube capillaire[2].

## Publications
- James Petiver : Papilionum Brittaniae Icones, Londres.

## Naissances

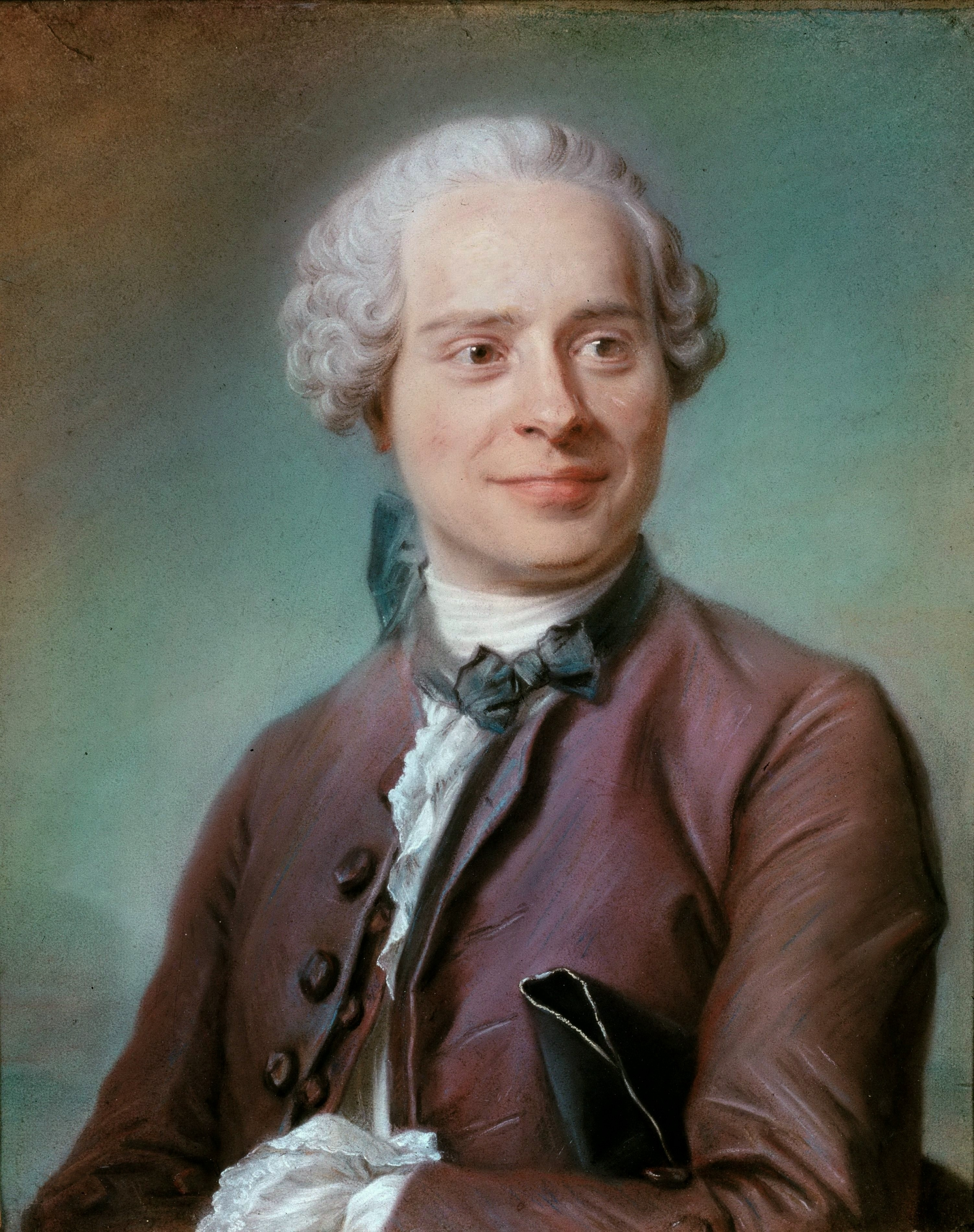
Jean le Rond D'Alembert

- 15 janvier : Matthew Stewart (mort en 1785), mathématicien écossais.
- 3 juillet : Joseph-Marie-François de Lassone (mort en 1788), médecin français.
- 28 août : João de Loureiro (mort en 1791), prêtre et jésuite portugais, missionnaire en Cochinchine (Vietnam), paléontologue, médecin et botaniste.
- 16 novembre : Jean le Rond D'Alembert (mort en 1783), mathématicien, philosophe et encyclopédiste français.
- 30 novembre : Anders Hellant (mort en 1789), homme d'affaires, mathématicien, astronome et physicien finlandais.
- 9 décembre : Johann Joachim Winckelmann (mort en 1768), archéologue, antiquaire et historien de l'art allemand.

- Pierre Le Roy (mort en 1785), horloger français, horloger du roi Louis XV.
- Louis François Henri de Menon (mort en 1776), agronome français.

## Décès
- 13 janvier : Anna Maria Sibylla Merian (née en 1647), naturaliste et artiste-peintre.
- 8 mars : Abraham Darby I (né en 1678), maître de forges et quaker britannique.
- 6 novembre : Louis Liger (né en 1658), agronome français.